# Bailletové de la Tour
Bailletové de la Tour (Baillet de Latour) byl šlechtický rod původem z Burgundska. Po přesídlení do dnešní Belgie působili ve službách Habsburků a v roce 1674 dosáhli povýšení do šlechtického stavu, nakonec získali titul hrabat (1719). Jméno rodiny se někdy uvádí též jen jako Latour, z rakouské a belgické větve pocházela řada výzanmných osobností. V rakouské větvi získal rod díky spříznění s Kolovraty majetek v Čechách (Radenín, Hroby), který jim patřil do roku 1948. Česká linie vymřela v roce 1970, belgická v roce 1980.

## Historie

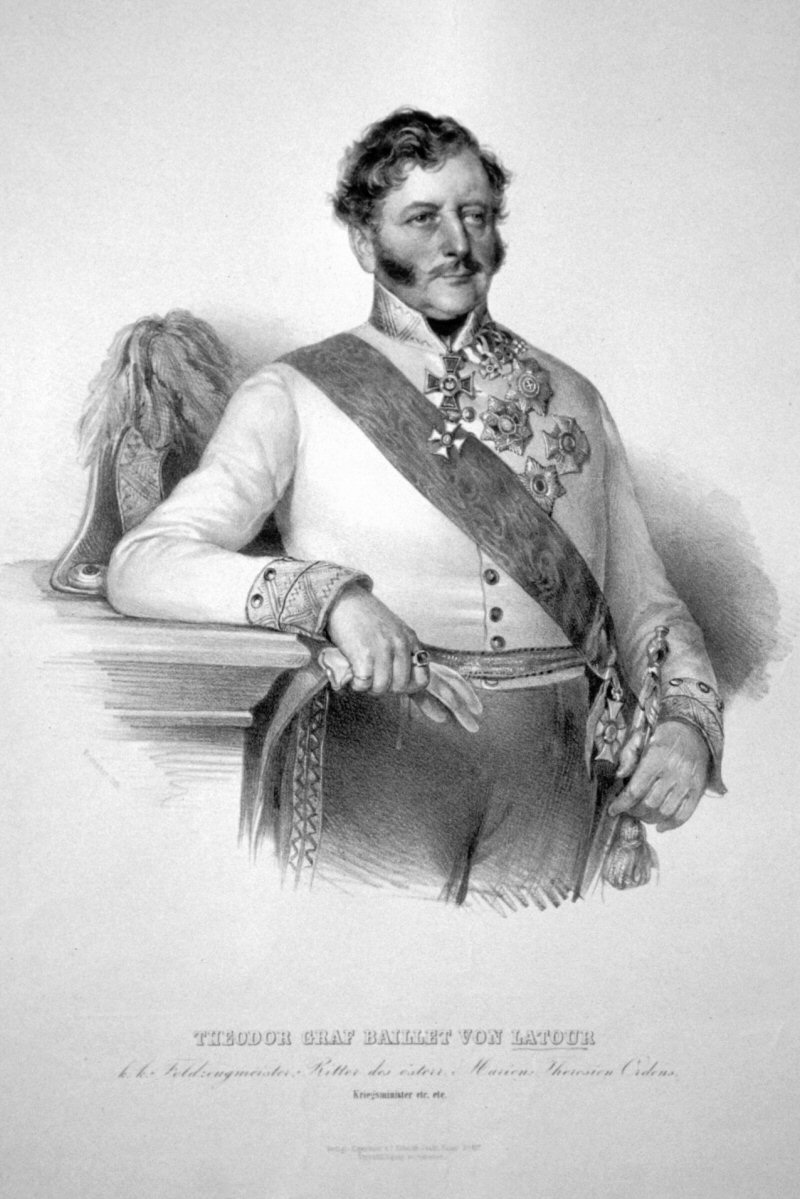
Hrabě Theodor Baillet de Latour (1780–1848), c. k. polní zbrojmistr, rakouský ministr války, zavražděn za revoluce 1848 ve Vídni

Nejstarší dějiny rodu sahají údajně až do 11. století se zmínkami k roku 1066. Prvním prokazatelně doloženým předkem rodu byl Jean de Baillet, který se v roce 1379 připomíná jako komorník u burgundských vévodů. Potomci rodu později přesídlili do dnešní Belgie, respektive tehdejšího Španělského Nizozemí a vstoupili do služeb španělských Habsburků. Od krále Karla II. získali ve Španělském Nizozemí šlechtický stav (1674). Po vymření španělské větve Habsburků a válce o španělské dědictví připadla Belgie jako enkláva rakouským Habsburkům a Bailletové přešli plynule do jejich služeb. V této době z rodiny vynikl Christophe Ernest Baillet (1668–1732), který byl členem státní rady v Rakouském Nizozemí a zasloužil se o potlačení nepokojů v roce 1718. Za to mu byl o rok později udělen císařem Karlem VI. titul hraběte s predikátem de Latour odvozeným od jména zámku Latour na hranici Francie, Belgie a Lucemburska, kde rodina sídlila od 17. století do roku 1794. Christophe Ernest zemřel bez potomstva a hraběcí titul přešel na potomstvo jeho bratra Jeana-Baptista (1665–1714). Ten byl také předkem pozdější rakouské větve Bailletů.

### Rakouská větev

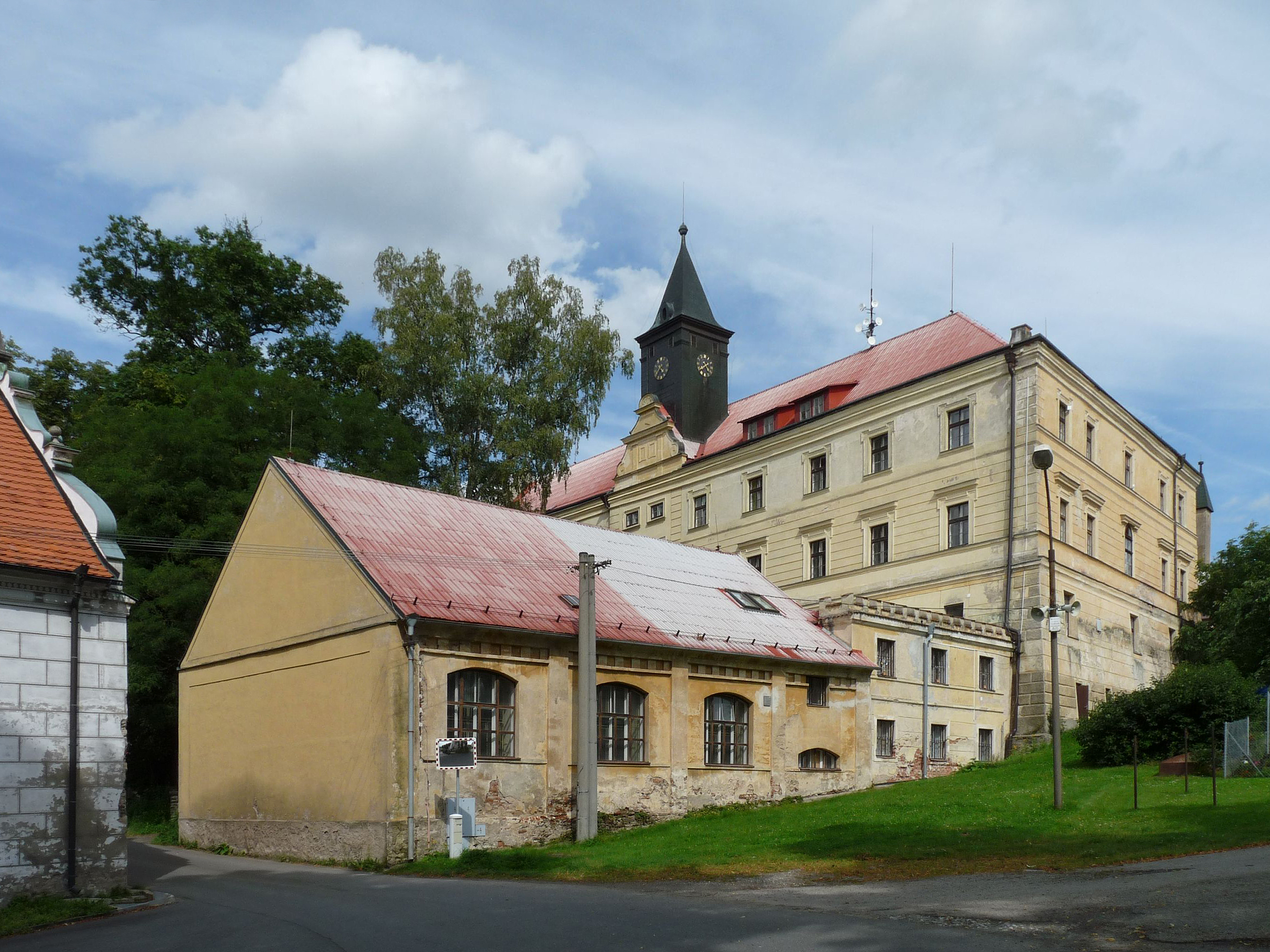
Zámek Radenín, majetek rodu v 19. a 20. století

Zakladatelem rakouské větve byl Maxmilián (1737–1806), který vstoupil do císařské armády, vynikl ve válkách s republikánskou Francií a napoleonských válkách. Dosáhl hodnosti polního zbrojmistra a v závěru své kariéry byl zemským velitelem na Moravě a ve Slezsku (1799–1805). Jeho starší syn Theodor (1780–1848) se také vyznamenal v napoleonských válkách, později se stal polním zbrojmistrem a ve funkci ministra války byl v revolučním roce 1848 zavražděn ve Vídni. Jeho syn Karel Theodor (1822–1899) sloužil také v armádě, byl c. k. komořím a sňatkem s uherskou šlechtičnou hraběnkou Kristinou Szapáryovou získal statky v Banátě.V další generaci této linie vynikl Vincenc (1848–1913), který působil ve státních službách a nakonec byl rakouským ministrem školství a kultury (1897–1898). Po odchodu z aktivní politiky získal doživotní členství v rakouské Panské sněmovně.
Maxmiliánův starší syn Josef (1775–1831) dosáhl v napoleonských válkách hodnosti plukovníka. Jeho syn Josef Jan (1815–1891), c. k. komoří a major ve výslužbě, se v roce 1846 oženil s hraběnkou Henriettou Krakovskou z Kolovrat (1828–1902), která v roce 1878 zdědila po otci velkostatek Radenín v jižních Čechách. Zde se rodina usadila a tomu také předcházely stavební úpravy z druhé čtvrtiny 19. století. Jejich syn Jindřich (1847–1899) působil ve státních službách, a protože zemřel ještě před matkou, Henrietta, rozená z Kolovrat, byla majitelkou dědictví až do roku 1902. Posledním potomkem této linie byl René (1878–1970), který byl poslancem českého zemského sněmu a v roce 1939 podepsal Národnostní prohlášení české šlechty. Po matce byl majitelem velkostatku Radenín, později svůj majetek rozšířil ještě o sousední Hroby. Do roku 1920 vlastnila Hroby Klotylda Krakovská z Kolovrat (1839–1920), vdova po jeho strýci Aloisu Krakovském z Kolovrat. Ta po sobě zanechala několik závětí s nejasným závěrem a René se po její smrti soudil o nároky na hrobský velkostatek s příbuznými z rodu Kolovratů. V roce 1923 se rozhodnutím soudu stal majitelem Hrobů a rodina pak střídala pobyty na zámcích v Radeníně a Hrobech. K oběma velkostakům po provedení pozemkové reformy patřilo přes 2 000 hektarů půdy. V roce 1948 mu byly velkostatky Radenín a Hroby zestátněny. S manželkou Johannou, rozenou Vratislavovou z Mitrovic (1886–1967), i přes vyvlastnění majetku dožil v Radeníně. Jejich starší dcera Eugenie (1911–1941) se provdala do rodiny Kolovratů, ale zemřela krátce po porodu. Mladší dcera Ernestina (1914–2011) žila později v Rakousku, ale v roce 1993 v restitučním řízení získala zpět velkostatky Radenín a Hroby (spolu se svou neteří Františkou).
K rakouské linii bývá řazen také Ludvík Baillet de Latour (1753–1836), mladší Maxmiliánův bratr. Ten také sloužil v rakouské armádě, byl účastníkem napoleonských válek, dosáhl taktéž hodnosti polního zbrojmistra, ale nakonec se vrátil do Belgie, kde také zemřel.

### Belgická větev

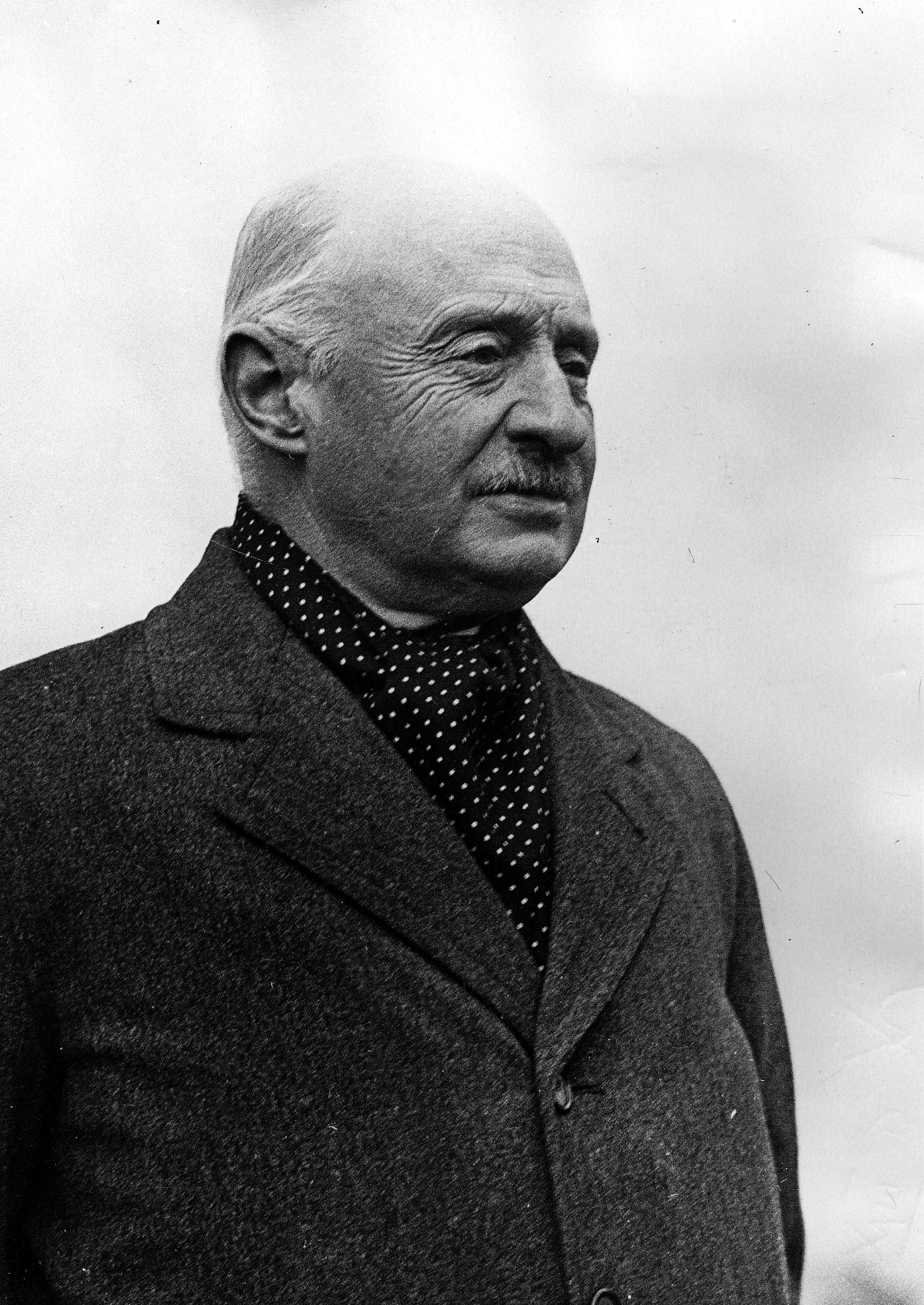
Hrabě Henri de Baillet-Latour (1876–1942), předseda Mezinárodního olympijského výboru 1925–1942

Ze starší belgické větve vynikl v 19. století hrabě Ferdinand Baillet de Latour (1850–1925), který byl guvernérem v Antverpách (1908–1912) a později belgickým senátorem. Z jeho potomstva proslul syn Henri (1876–1942), který byl dlouholetým předsedou Mezinárodního olympijského výboru. Za manželku měl pražskou rodačku hraběnku Elisabeth Clary-Aldringenovou (1885–1955), dcerou rakousko-uherského diplomata Siegfrieda Clary-Aldringena. Jejich syn Guy Marie (1905–1941) zahynul za druhé světové války při leteckém neštěstí. Posledním potomkem rodu byl Henriho synovec Alfred (1901–1980), který byl podílníkem pivovaru Artois a v roce 1974 založil nadaci Artois-Baillet Latour Foundation, která funguje v Belgii jako nezisková organizace.

## Osobnosti
- Maxmilián (1737–1806), c. k. polní zbrojmistr, vojevůdce napoleonských válek, člen dvorské válečné rady
- Louis (1753–1836), c. k. polní zbrojmistr, vrchní velitel v Rakousku 1806–1807
- Theodor (1780–1848), c. k. polní zbrojmistr, vojevůdce napoleonských válek, rakouský ministr války, zavražděn za revoluce 1848
- Jindřich (1847–1899), rakouský státní úředník, okresní hejtman, sekční šéf na ministerstvu zeměbrany
- Vincenc (1848–1913), rakouský ministr školství a kultury 1897–1898, doživotní člen Panské sněmovny
- Ferdinand (1850–1925), guvernér v Antverpách, senátor Belgického království
- Henri (1876–1942), předseda Mezinárodního olympijského výboru 1925–1942

## Pohřebiště
- Hrobka rodu Baillet de Latour v Radeníně
- hrobka na Vídeňském ústředním hřbitově
- hrobka v Hrobech